# Selección femenil de Inglaterra 1971
La selección de Inglaterra es el equipo de fútbol que representa a Inglaterra en torneos y competencias internacionales femeniles como Copa Mundial Femenina de Fútbol, Juegos Olímpicos de Verano, Copa SheBeileves y Eurocopa. El equipo está afiliado a la UEFA y a la FIFA. 
En el 2015 ganó la medalla de bronce en la Copa Mundial de Fútbol y ha obtenido el segundo lugar en 1984 y 2009 en la Eurocopa Femenina.

## Antecedentes
En Inglaterra se juega fútbol desde antes de la Primera Guerra Mundial. Sin embargo, en 1921, meses después de un lleno total para verlas jugar en Goodison Park, estadio ubicado en Liverpool, la FA declaró que el fútbol era “inadecuado para las mujeres”, prohibió la práctica en campos oficiales y con árbitros registrados.

## Participación
Tras décadas de prohibición y lucha en canchas públicas, la Selección Femenil de Futbol de Inglaterra fue una de las seis invitadas al Mundial Femenil en México 1971. El equipo estaba conformado por 14 futbolistas, solo dos de ellas tenían más de 20 años; Leah Caleb era, con 13 años, la más joven del registro.
La Selección de Inglaterra fue parte del grupo 1, junto a México y Argentina. Con los pronósticos a favor, las inglesas saltaron al Estadio Azteca, frente a 25 mil personas, para disputar el primer partido ante Argentina y lo perdieron por 4-1 con anotaciones de Elba Selva y un gol solitario de Paula Rayner, de 15 años.
Para el segundo partido, esta vez contra México, se metieron al Estadio Azteca ante más de 90,000 personas, de acuerdo con los reportes periodísticos de la fecha, cifra récord para presenciar un partido que involucra a un equipo femenil inglés. El resultado no fue favorable, México ganó 4-0 con goles de Teresa Aguilar , Elsa Huerta y Silvia Zaragoza.
La segunda derrota suponía el final de su participación en el Mundial de 1971, pero organizaron un partido por el quinto puesto entre las selecciones que no avanzaron a semifinales. Inglaterra se enfrentó a Francia, con tres bajas por lesión que debieron ser suplidas con jugadoras mexicanas. El resultado fue adverso, perdieron por 3-2, con goles de Janice Emms, y terminaron en el sexto lugar.

## Integrantes
Jugadoras: Christine Lockwood (15 años), Valerie Cheshire, Trudy McCaffery, Louise Cross, Jean Breckon, la capitana Carol Wilson (19 años), Lillian Harris, Jill Stockley, Janice Barton, Leah Caleb (13 años), Marlene Collins y Paula Rayner, Gillian Sayell (14 años) e Yvonne Farr (16 años). DT: Harry Batt